# Mistrzostwa Ukrainy w piłce nożnej (2008/2009)
Mistrzostwa Ukrainy w piłce nożnej – sezon 2008/2009 – XVIII Mistrzostwa Ukrainy, rozgrywane systemem jesień – wiosna, w których 16 zespołów Premier Lihi walczyli o tytuł Mistrza Ukrainy. Dublerzy występowali w osobnym turnieju. Persza Liha składała się z 18 zespołów. Druha Liha w grupie A liczyła 18 zespołów, i w grupie B – 18 zespołów.
- Mistrz Ukrainy: Dynamo Kijów
- Wicemistrz Ukrainy: Szachtar Donieck
- Zdobywca Pucharu Ukrainy: Worskła Połtawa
- Zdobywca Superpucharu Ukrainy: Dynamo Kijów
- start w Lidze Mistrzów: Dynamo Kijów
- start w eliminacjach Ligi Mistrzów: Szachtar Donieck
- start w eliminacjach Ligi UEFA: Worskła Połtawa, Metalist Charków, Metałurh Donieck
- awans do Premier Ligi: Zakarpattia Użhorod,
- spadek z Premier Ligi: FK Lwów, FK Charków
- awans do Pierwszej Ligi: Nywa Tarnopol,
- spadek z Pierwszej Ligi: Kniaża Szczasływe
- awans do Drugiej Ligi: FK Lwów-2, FK Morszyn
- spadek z Drugiej Ligi: Arsenał Charków, Kniaża-2 Szczasływe, FK Korosteń, Nafkom Browary, PFK Sewastopol-2, Tytan Donieck

## Rozgrywki ligowe
- Premier-liha (2008/2009)
- II liga ukraińska w piłce nożnej (2008/2009)
- III liga ukraińska w piłce nożnej (2008/2009)

## Kluby

### Premier Liha
16 zespołów:
| - Arsenał Kijów - FC Charków - Czornomoreć Odessa - Dnipro Dniepropietrowsk - Dynamo Kijów - Ilicziwiec Mariupol - Karpaty Lwów - Krywbas Krzywy Róg | - FK Lwów - Metalist Charków - Metalurh Donieck - Metałurh Zaporoże - Szachtar Donieck - Tawrija Symferopol - Worskła Połtawa - Zoria Ługańsk |

### Persza Liha
18 zespołów:
| - Desna Czernihów - Dnister Owidiopol - Dynamo-2 Kijów - Enerhetyk Bursztyn - Feniks-Iliczowiec Kalinine - Helios Charków - IhroSerwis Symferopol - Kniaża Szczasływe - Komunalnyk Łuhańsk | - Krymteplycia Mołodiżne - Naftowyk-Ukrnafta Ochtyrka - Obołoń Kijów - FK Ołeksandrija - PFK Sewastopol - Prykarpattia Iwano-Frankowsk - Stal Ałczewsk - Wołyń Łuck - Zakarpattia Użhorod |

### Druha Liha
36 zespołów podzielone na 2 grupy:
| Grupa А | Grupa B |
| --- | --- |
| - Arsenał Biała Cerkiew - Bastion Iljiczewsk - Bukowyna Czerniowce - CSKA Kijów - Desna-2 Czernihów - Dnipro Czerkasy - Jedność Płysky - Karpaty-2 Lwów - Kniaża-2 Szczasływe - FK Korosteń - MFK Mikołajów - Nafkom Browary - Nywa Tarnopol - Nywa Winnica - Obołoń-2 Kijów - Podillia-Chmelnyćkyj Chmielnicki - Roś Biała Cerkiew - Weres Równe | - Arsenał Charków - Dnipro-75 Dniepropietrowsk - Hirnyk Krzywy Róg - Hirnyk-Sport Komsomolsk - Ilicziwiec-2 Mariupol - Jawir Krasnopole - Kremiń Krzemieńczuk - Metałurh-2 Zaporoże - Olimpik Donieck - Ołkom Melitopol - FK Połtawa - PFK Sewastopol-2 - Stal Dnieprodzierżyńsk - Szachtar Swierdłowsk - Szachtar-3 Donieck - Tytan Armiańsk - Tytan Donieck - Zirka Kirowohrad |

Najpierw w grupie A występować miał klub Dynamo-3 Kijów. Jednak kiedy 17 lipca 2008 roku Dynamo-3 Kijów zrezygnował z dalszych występów w Druhiej Lidze jego miejsce zajął MFK Mikołajów.